# 安芸津の酒

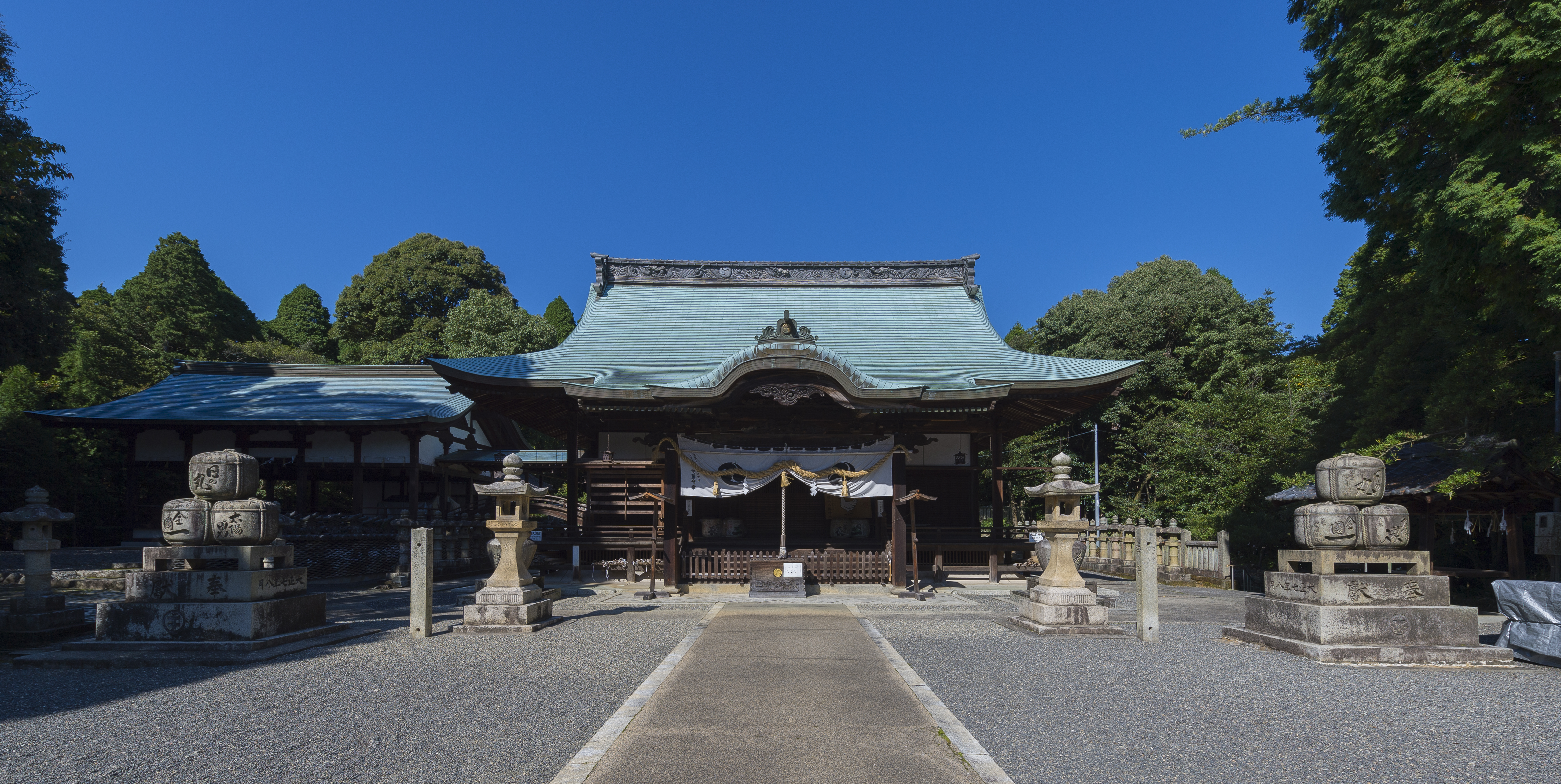
安芸津町の榊山八幡神社。石造酒樽、灯籠の後ろに三浦仙三郎が寄進した石製酒甕、拝殿に安芸津の蔵元が奉納した酒樽が見える。

安芸津の酒（あきつのさけ）は、広島県東広島市安芸津町で作られる日本酒。地域団体商標「広島の酒」の中の一つ。
生産の中心地は安芸津町三津。なお安芸津の名は1943年（昭和18年）賀茂郡三津町・早田原村、豊田郡木谷村が合併してできたときに付けられたもので、日本酒の近代史では三津の名が多く用いられる。
安芸津は「吟醸酒誕生の地」「広島杜氏のふるさと」「広島酒の祖」と言われる。酒造家三浦仙三郎が開発した醸造法はのちに吟醸造りとなり、三浦が育てた杜氏集団は三津杜氏のち安芸津杜氏と呼ばれ現代の広島杜氏の元となり、広島杜氏によって吟醸造りが各地に普及した。東広島市域においては「酒都西条」（西条酒）とともに歴史的な酒どころ。

## 蔵元
安芸津の酒は「良質の軟水でつくられることから独特の香りをもち、風味が良く、しかも口あたりなめらかで芳醇」が特徴である。2023年時点で酒造メーカーは2つのみ。以下代表的な銘柄を五十音順で示す
| 銘柄                     | 蔵元   | 創業                |  | 銘柄                   | 蔵元         | 創業                |
| ------------------------ | ------ | ------------------- |  | ---------------------- | ------------ | ------------------- |
| 於多福 おたふく          | 柄酒造 | 1848年 （嘉永元年） |  | 富久長 ふくちょう Clip | 今田酒造本店 | 1872年 （明治元年） |
| 関西一 かんさいいち Clip | 柄酒造 | 1848年 （嘉永元年） |  | 富久長 ふくちょう Clip | 今田酒造本店 | 1872年 （明治元年） |

## 沿革

### 近世

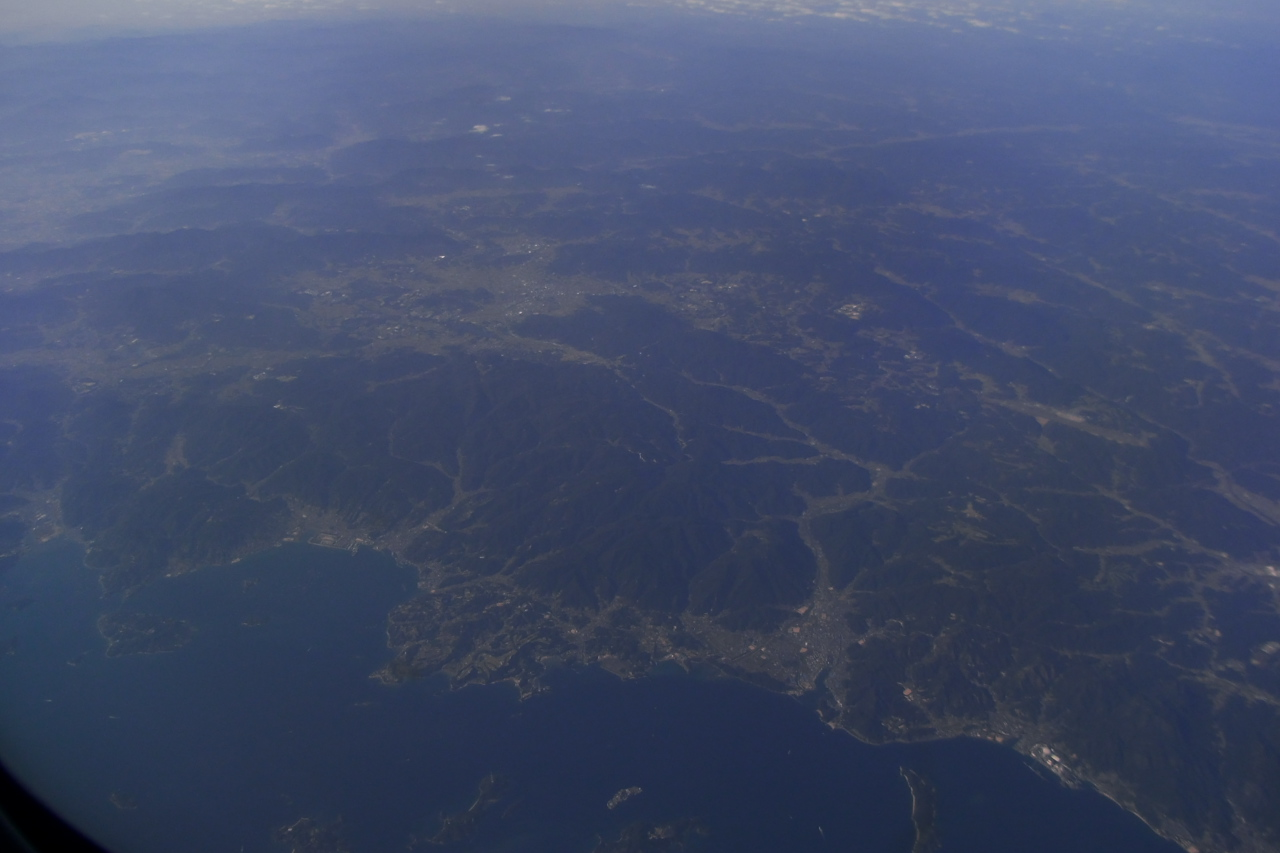
大崎上島付近から北西方向を撮影。手前右側が竹原市中心部、その左が東広島市安芸津町中心部、その左端が呉市安浦町中心部（三津口・内海）。中央やや左上が西条盆地。

安芸津町三津の名は古代に現在の西条付近にあった安芸国府の外港“御津地域”に由来し、三津の西隣になる安芸津町風早は万葉集に出てくる港であり、つまり安芸津周辺は古来から瀬戸内海の主要な港として用いられていた。
安芸津の酒造業は、安土桃山時代の天正6年（1578年）菅藤右衛門が創業したのが最初の記録になる。これは賀茂郡内において最古のもので、同時期に現在の広島県域において2・3軒あったという。
安芸津の酒造業が本格化したのは江戸時代のことになる。当時江戸幕府は酒造統制を行い酒株を持つもののみ生産・流通を認め、広島藩はそれに従い国境を超えた酒および米の移出入を取り締まったため、蔵元は限られ流通もままならなかった。そのため江戸期における広島藩内で最大の産地は、藩主の保護下で発達していた広島城下であった。それに対してこの付近では、廻船による海運交易が盛んになったことで商品経済が発達し、かつ藩内の年貢米を集積し大阪へ運送する拠点である浦辺御蔵所があることで藩から払い下げにより米を得ることができた、瀬戸内海沿岸部で酒作りが始まった。
三津に浦辺御蔵所が置かれたのが慶安2年（1649年）のことである。安永から天保の間（1772年-1831年）に酒造2戸から6戸存在していた。また天保弘化年間（1831年-1848年）に内海（現呉市安浦町）で商業の発達に伴って酒造業が盛況し、そこから嘉永安政年間（1848年-1860年）三津に伝播し、内海より三津のほうが盛んになったという。
1850年頃三津の酒造業は酒造7戸・造石高2,500石(454kl)に達し、北や南の大崎上島や因島へ販路を広げ、明治維新（1868年）前には酒造11戸・造石高1,200石(216kl)となった。江戸期から明治初期までの三津の酒造は神頼みな部分が多く、更に三津の水質は昔は酒造には不向きと言われていた軟水であったため、腐造や火落ちが多く発生し安定して産出できなかった。
以下、江戸時代に創業していた酒造家を示す。
| 屋号（氏名）            | 創業                          |                                                   |
| ----------------------- | ----------------------------- | ------------------------------------------------- |
| 仁井屋 （菅市郎右衛門） | 天正6年（1578年）             |                                                   |
| （日下賛左衛門）        | 元禄年間（1688年-1704年）     | - 「印内」 - 明治末期から大正初期に廃業。         |
| 白市屋 （木原孫太郎）   | 嘉永年間（1848年-1855年）以前 |                                                   |
| 北獺野屋 （井原林兵衛） | 嘉永年間（1848年-1855年）以前 |                                                   |
| （堀本氏）              | 天保元年（1831年）            | - 堀本酒造「金泉」 - 平成に入り廃業。             |
| 槌屋 （槌屋忠左衛門）   | 嘉永元年（1848年）            | - 柄福松とも - 柄酒造「於多福」「関西一」         |
| （上垣内左衛門）        | 嘉永年間（1848年-1855年）     | - 上垣内左衛門は本田泰三の養父。                  |
| 浅野屋 （井原亀蔵）     | 嘉永年間（1848年-1855年）以降 |                                                   |
| （荒谷超松）            | 江戸末期                      | - 荒谷酒造「此の花」 - 1990年（平成2年）廃業      |
| （益田氏）              | 江戸期                        | - 益田醸造所「満寿鏡」 - 大正期から昭和期に廃業。 |
| （西山氏）              | 江戸期                        | - 「雲峰」 - 大正期に今田酒造に酒造場を譲渡       |

明治維新後、年貢や酒株が廃止となり酒の移出入が自由化したことにより、三津では御蔵所にあった米を使い酒造を始めるものが増えた。明治初年には酒造17戸あった。
広島県の酒造家の中で最初に県外へ販路を伸ばしたのが三津の者たちであり、まず伊予・周防に進出し、1873年（明治6年）頃には伊予中島の商人（船頭）を介して舟で福岡・大分の九州東海岸側へ売っていった。「酒舟」と呼ばれたこの舟は最盛期には30艘におよび、特に1877年（明治10年）西南戦争では金魚酒が出回っていた中で三津の酒は官軍（明治政府軍）に愛飲され、これによって三津が酒どころとして評判になった。酒造約20戸・造石高10,000石(1804kl)に達している。この頃三津はこの付近で一番盛んだった地であり、竹原・西条や仁方もこれに続いた。
この間、政府は1875年（明治8年）酒類税則を定め酒税の徴収を始める。県内の有力酒造家はその対応を協議するため1876年（明治9年）尾道浄土寺で会合を開いた。これに三津からは本田泰三と日下賛左衛門が出席している。1881年（明治14年）三津の酒造家は23戸まで増大している。

### 軟水醸造法の開発
ただこの盛況は短期間に終わった。供給が過多気味に入ったところで、交通の発達に伴い灘・堺のより上質な上方酒が流入して県内を席巻し、更にこの時期に政府が酒税を極端に増税したため、県内では経営的に立ち行かなくなる蔵元が続出した。そのため広島の酒造家は生き残りをかけて高値で売れる良質な酒作り、特に灘酒を目標に研究を重ねていく。なお三津の酒舟では中島の船頭が利益を得るため水で割って（金魚酒）売っていたこともあって1887年（明治20年）頃には減少し1892年頃（明治25年）には姿を消した。
1888年（明治21年）、三津の本田泰三・三浦仙三郎、竹原の頼三郎・進藤周次郎の音頭で酒造業者が一致団結して向上を図る目的で賀茂郡南部酒造組合を結成する。これは県内初の酒造組合であり全国でも古いもののひとつになる。

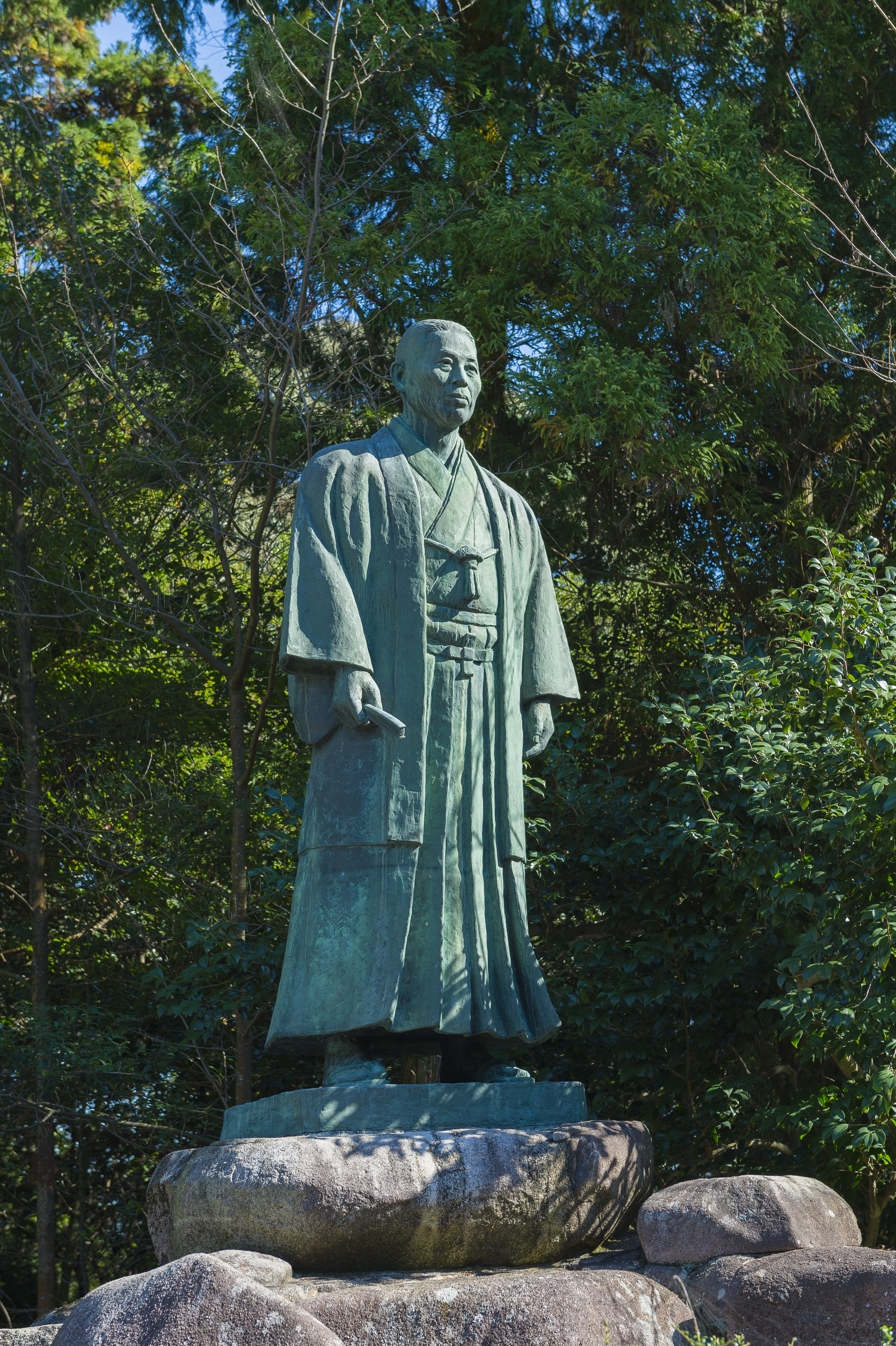
三浦仙三郎像。1921年（大正10年）に仙三郎を称える功徳碑として菩提寺である蓮光寺に建立され、太平洋戦争中の金属類回収令により撤去されたものの、1990年（平成2年）榊山八幡神社に再建された。

ここで三津に三浦仙三郎が登場する。1976年（明治9年）頃から酒造業を始めた三浦も酒質の向上を目指し、当初灘から技術を持ち帰って醸造を試みるも失敗に終わった。1892年（明治25年）頃、その原因が水質の違いによるものだとわかる。灘の仕込み水宮水が硬度8から10の硬水だったのに対し三津では硬度2程度の軟水であるため、灘の真似ではうまくいくはずがなかった。そこで三浦はこれまでのやり方を全く変え、軟水に適する醸造法の研究を始め、1897年（明治30年）軟水醸造法が完成した。この醸造法は大きく2つの特徴がある。
1. 硬水の場合は含まれる栄養を元に酵母が活性化するが、軟水の場合は栄養が不足するため酵母の働きが鈍い。そのため麹が米の内部まで十分に行き渡るようしっかりと育てる[29]。
2. 不足する軟水からの栄養を補うため米からの栄養を用いる。それが十分に溶け出すのを待つため、もろみを低温でゆっくりと発酵させる[29]。

この開発の中で、古くからの習慣に固執する杜氏を更迭して新しく若い杜氏を迎え入れ、それまで杜氏の手の感覚による品質管理だったものに寒暖計による精密な温度管理を取り入れ、麹室を改良し衛生管理を改善した。これによって腐造がほぼなくなった。この軟水醸造法は、三浦が目指した灘酒に対抗できる銘酒が作れる手法であるどころか、それまでの酒造界では軟水は酒造には不向きと言われてたがこの手法でそれを根底から覆すことになった。この手法が今日の吟醸造りの基礎となった技術とも言われている。これをもって三浦が世に出したのが銘酒「花心」である。
この頃の小学校地理教科書には以下の文が書かれていた。
三浦は1898年（明治31年）三津町長に当選するも、この文を発見して特に“下灘”のところに感激して発奮し、同年町長を辞し酒造業に専念したという。

### 三津杜氏の誕生
軟水醸造法が出来上がった同年、三浦は「酒造研究会」を開き三津およびその周辺の杜氏・蔵人を集めその醸造法を教え研究を更に進めた。翌1898年（明治31年）三浦はその技術を記した『改醸法実践録』を発行、広く公開した。軟水の多かった広島の杜氏は大いに刺激されともに研究に励んだ。
同じ年である1898年（明治31年）広島県酒造組合が結成され、組合による県域での品評会や技術講習会が始まる。一方で販売面での転機は1900年（明治33年）に訪れる。義和団の乱に際し旧日本軍は臨時的に軍用酒を買おうと灘や堺の商人に打診したものの急であったため2者とも躊躇したことから、広島県酒造組合が県の品評会で1等を受賞した数種の酒を見本として軍に提出するなど働きかけ、三浦「花心」・保田大吉「白茶」・槌信右衛門「於多福」の3つが軍用酒として採用された。花心と於多福は三津の酒であり、この契約が広島酒の全国販売展開の嚆矢となった。
このころになると酒税が地租を抜いて国税収入のトップとなった。国も財政の一環として酒質改善に動き1899年（明治32年）広島税務管理局に醸造技術部が設立、1902年（明治35年）大蔵省の醸造技手として橋爪陽が着任する。同1902年三浦の酒造研究会は名を「醸杜親話会」に改め、翌1903年（明治36年）橋爪を講師として招く。そこから1905年（明治38年）組合の事業として橋爪の酒造講習会が三津で開かれるようになり、これがのちに賀茂郡の事業→賀茂郡高等実業補習学校醸造科→県立醸造試験場の事業→県立醸造試験場附属三津酒造講習所、と昭和初期まで続いていった。こうして三浦の醸杜親話会・橋爪の講習の中で育った杜氏が三津杜氏となった。
この明治30年代、広島の酒造界は古くからの手法でいわゆる鬼殺し的な地酒をつくる古流と軟水醸造法を用いる三津流の2つの勢力になった。なお他の主な杜氏は以下の通り。
| 杜氏組合 | 杜氏 | 助業者 | 計    |
| -------- | ---- | ------ | ----- |
| 三津     | 389  | 1,700  | 2,089 |
| 西条     | 52   | 570    | 622   |
| 竹原     | 45   | 215    | 260   |
| 内海     | 19   | 84     | 103   |
| 鞆       | 6    | 144    | 120   |
| 南方     | 4    | 80     | 84    |

- 西条 : 水質は中硬水。三津杜氏を招聘して軟水醸造法を研究し西条の古流と合わせた西条中硬水醸造法を作り上げた[33][48]。そのため事実上三津杜氏から西条杜氏が生まれたことになり、西条では2つの杜氏が主力となった[49][35]。
- 竹原 : 水質は軟水だが、軟水醸造法開発前になる1893年（明治26年）頃酒造に適した照蓮寺井戸を発見し、独自に改醸を進めていた[35]。ただ井戸発見前から三津と組合を作っていることなどお互いに協力しあっており、竹原杜氏と三津杜氏はほぼ同化していた[29][35]。
- 内海 : 水質は軟水。三津杜氏から軟水醸造法を得て内海杜氏が誕生した[35]。

1906年（明治39年）頃には軟水醸造法は広島で広く定着し、広島杜氏の大部分が三津杜氏となっていった。同年、現在の安芸津町域周辺出身者で三津醸造稼人組合を結成、1911年（明治44年）組合規約改正を行い加入者数も増大し県内で初めての杜氏組合になる三津杜氏組合を結成する。西条・竹原などでも三津に続いて杜氏組合が結成された。

### 吟醸酒の誕生
広島の酒にとって大きな転換期となったのが、1907年（明治40年）日本醸造協会主催の第1回全国清酒品評会で飛び抜けた成績を収めたことである。全国の酒造家にとっては灘・伏見のブランドイメージが強い中での広島含めた地方酒の躍進は意外なことであった。
この品評会や1911年（明治44年）から始まる酒類総合研究所主催全国新酒鑑評会での地方酒の躍進によって、それまで水質が原因で酒造を諦めかけていた地域の人達は技術的に銘酒が作れることが可能であると知ることになる。そしてこれらの受賞は蔵元にとっては名誉であるだけではなく売上に大きく影響することから、各地の酒造は一層盛んになり酒質は向上し昭和初期には吟醸造り競争が過熱した。三津杜氏はどの水質でも安心して酒が造れる杜氏として重用され、日本各地やハワイ・樺太・朝鮮・満州・中国でも酒造に従事していたという。
ちなみに吟醸とは日本で生まれた言葉であり、江戸期には吟造・吟製という言葉があったものの吟醸はなく、文献での初出は1894年（明治27年）である。吟醸酒は1907年から始まった清酒品評会によって育まれたが、当時は「（三浦が開発した）軟水によるもろみ低温ゆっくり発酵によって品評会向けに作られた酒」という意味合いが強く、（旧）酒税法上そのまま出せなかったことや酒造家の手間などを理由に、市場にはほぼ流通していなかった。昭和50年代に広島杜氏がYK35仕込みによる大吟醸酒を編み出し、これを研究して各酒造メーカーが商品化しだしたのは1980年代で、1990年特定名称清酒制度によって定義がつけられ、平成バブル景気と重なって吟醸ブームが起きた。

### 近代以降の安芸津
いつ頃作られたか不明であるが、三津小唄にはこのような文句がある。
広島県の杜氏としては三津が主流であったが、県の酒造業の中心は明治末期から西条へ移っていく。これは西条流の醸造法を確立したことに加え、それまで県外への運搬は沿岸部の町からの船による海上輸送が主であったが山陽鉄道（山陽本線）が登場し1901年（明治34年）全線開通したことにより西条では鉄道による大量輸送に切り替えて増大する広島酒の需要に対応できたためである。農閑期となり寒仕込みの時期となると、三津の杜氏や蔵人は西条へ仕込みに行った。
近代における広島酒のピークは大正バブル期であり、三津の酒含めた賀茂郡の酒は県外へと売られていった。大正期に現在の安芸津町域には酒蔵が最大で24あった。ただ戦中に広島財務局鑑定部が書いた資料では、大正期の三津は盛況したが税務官吏の細かい徴収の結果勢いが弱まり衰退していったとしており、遺憾であったと記載している。
1943年（昭和18年）三津町・早田原村・木谷村が合併してできた安芸津町において酒造業は主要産業であり、当時の町の男は全員何らかの形で酒蔵で働いた経験があり、杜氏は花形職業であったという。1954年（昭和29年）三津杜氏組合をベースに竹原・西条などの県内杜氏組合が合併して広島杜氏組合となり、安芸津に組合事務所が置かれ、安芸津町長が組合長に就任している。地元の県竹原高校安芸津分校に醸造科があったのはこの流れからである。
以下、現在の安芸津町域における1908年（明治41年）と1919年（大正8年）の酒造業者が生産していた代表的な銘柄を造石高順で列挙する。
| 酒銘   | 造石高 （石） | 氏名              |
| ------ | ------------- | ----------------- |
| 花心   | 1,156         | 三浦忠造          |
| 関西一 | 1,044         | 柄福松 ［柄酒造］ |
| 錦     | 973           | 内藤久次郎        |
| 堀の井 | 825           | 堀本恒            |
| 印内   | 747           | 日下賛三          |
| 日の丸 | 642           | 重田時平          |

| 酒銘     | 造石高 （石） | 氏名                                |
| -------- | ------------- | ----------------------------------- |
| 花思     | 2,376         | 内藤久次郎                          |
| 全盛     | 2,035         | 三津酒造（株）                      |
| 堀の井   | 1,515         | 堀本恒                              |
| 於多福   | 1,484         | 柄酒造（株）                        |
| 花心     | 1,392         | 三浦忠造                            |
| 富久長   | 1,282         | （名）今田新次酒場 ［今田酒造本店］ |
| 日の丸   | 1,159         | 重田時平                            |
| 三ツノ花 | 723           | 原田實二                            |
| 渓泉     | 680           | 荒谷超松                            |
| 大福     | 513           | 古川佐市                            |
| 白鳩     | 1,231         | 原田有恒                            |

- 本田泰三は賀茂郡南部酒造組合の組合長を勤め[21]明治初期の三津における中心人物であったが、大正期の記録では消えている[20]。酒銘も不明[14]。
- 「花心」の三浦仙三郎は1874年（明治7年）創業したが1908年（明治41年）病で死去、実弟の三浦忠造が継いだ[35]。1909年（明治42年）第2回全国清酒品評会で花心が優等2位を受賞した[68][68]のは忠造時代になる。ただ1925年（大正14年）廃業している[12][27][14]。なお忠造は1905年（明治38年）旧早田原村現在の安芸津町風早にビワ栽培を持ち込んでおり、そこから安芸津は広島県唯一のビワの産地となった[8]。
- 堀本氏のちの堀本酒造はこの時点では「堀の井」。代表銘柄は「金泉」。平成に入り廃業するが、杜氏は相原酒造に移り金泉は現在でも作られている。
- 「印内」の日下賛三は明治末期から大正初期に廃業している[16]。1917年（大正6年）時点での賛三の肩書は“素封家”で、醸造機器を貸し出していた[16]。なお長男の日下是一は三津町長をつとめた[16]。
- 「日の丸」の重田氏のちの重田酒造は1905年（明治38年）創業[17]、平成に入って廃業。
- 「全盛」の三津酒造は1930年（昭和5年）廃業[20]。
- 今田酒造本店は1872年（明治元年）創業である[64]が1908年の記録には記載がない。「富久長」の名つけ親は三浦仙三郎で1910年（明治43年）商標登録[64]。大正期に雲峰の西山氏から酒蔵を譲渡されている[20]。
- 荒谷氏のちの荒谷酒造は「此の花」のほうが知られているがこの時点では「渓泉」。古くは仕込み水に三津湾に浮かぶ龍王島の水を使っており、かつて島に住んでいた人はその水番をしていたという[69]。
- 「白鳩」の原田有恒は、三津町ではなく旧早田原村現在の安芸津町風早に所在[66]。

広島の酒は1958年（昭和33年）に戦後最盛期を迎えたもののそこから減少が続いている。安芸津でも減少は続いているものの、明治から昭和末期まで続いた酒造メーカーは「金泉」堀本酒造・「此の花」荒谷酒造・「日の丸」重田酒造・「関西一」柄酒造・「富久長」今田酒造本店の5つと、県内他所に比べて存続した割合は多い方であった。
ただそこからさらに減って2018年（平成30年）時点で柄と今田の2つのみとなっている。平成30年7月豪雨では双方ともに被災、特に柄は麹室にまで水が入るなど深刻な被害を受けている。

## 文化

### 景観

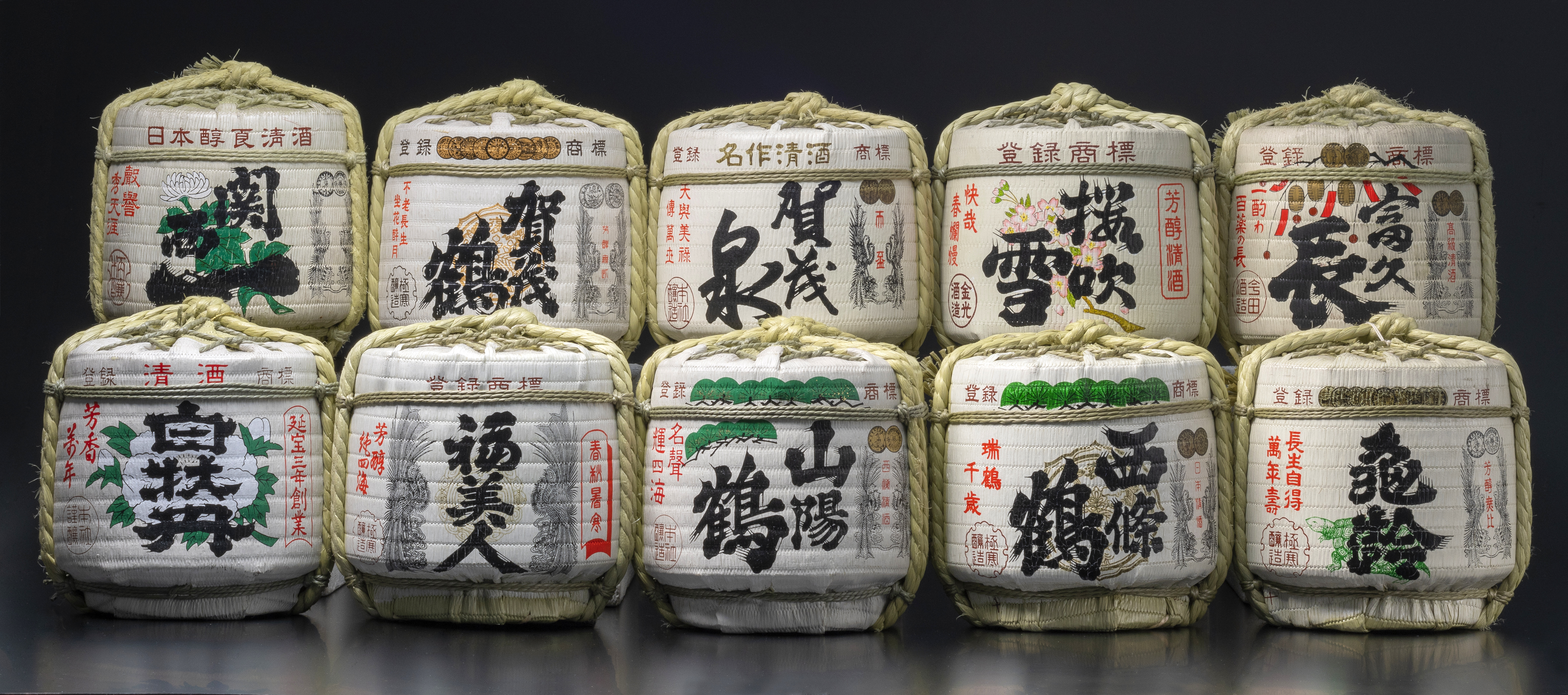
東広島市域で造られている日本酒。上段両外側が安芸津の酒になる。

柄酒造と今田酒造本店ともに三浦仙三郎の蔵の配置に影響を受けていると考えられている。
三津の東側である安芸津町木谷から竹原市吉名町にかけて、レンガの産地である。かつては三津にレンガの工場があった。このレンガはこの周辺の大正期に造られた酒造用の煙突に用いられており、三津に唯一残る今田酒造本店の1920年（大正9年製）のものや、西条の酒蔵に現存する多くが、安芸津産である。
榊山八幡神社には、摂末社として醸造の神大山咋神を祀る松尾神社が建立されている。他、三浦仙三郎像や、狛犬代わりの石製の酒樽、仙三郎が寄進した石製の酒甕など、酒にまつわるものがいくつかある。安芸津歴史民俗資料館には仙三郎ゆかりの品や酒造りに関する資料を展示している。

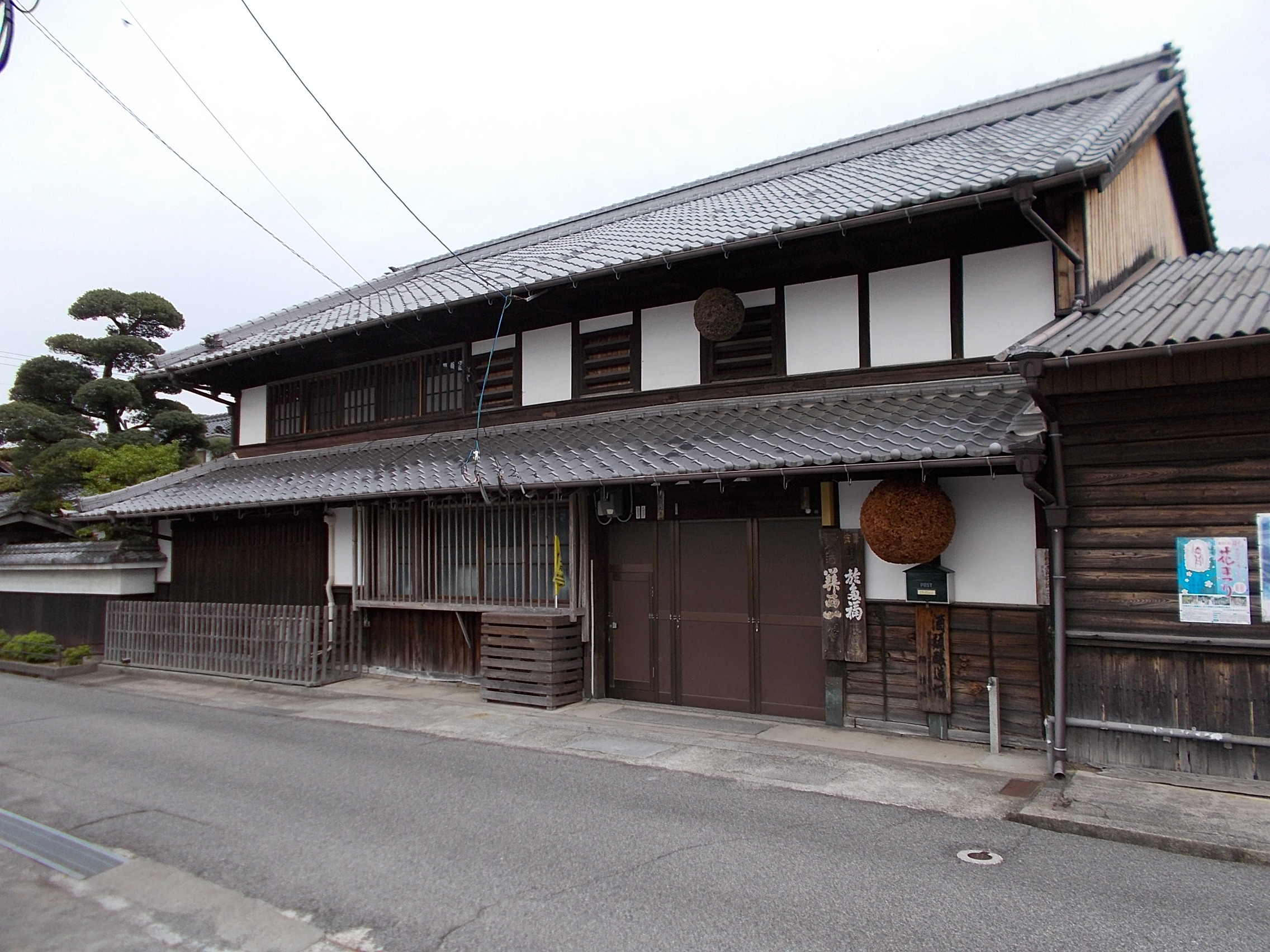
柄酒造
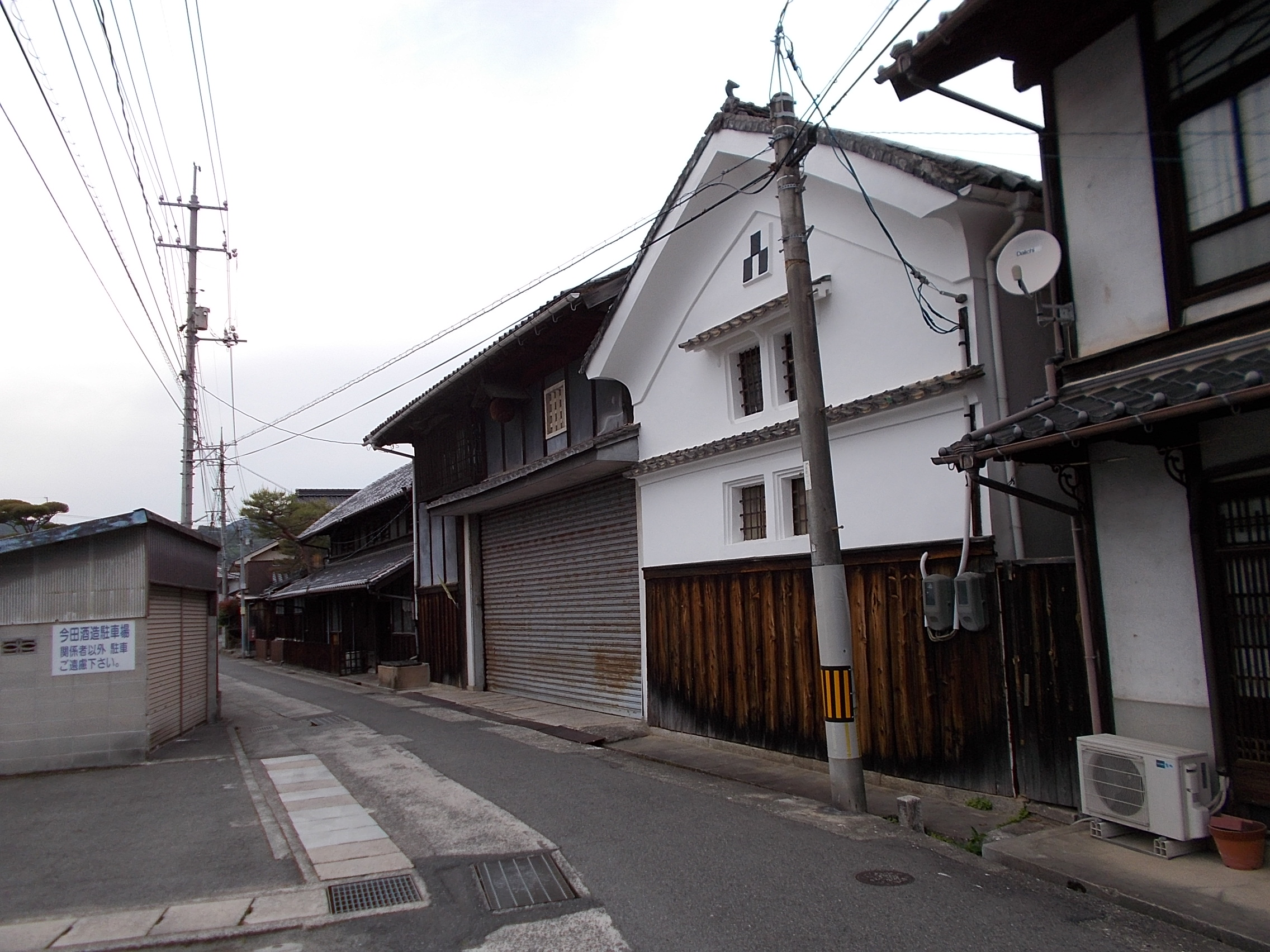
今田酒造本店
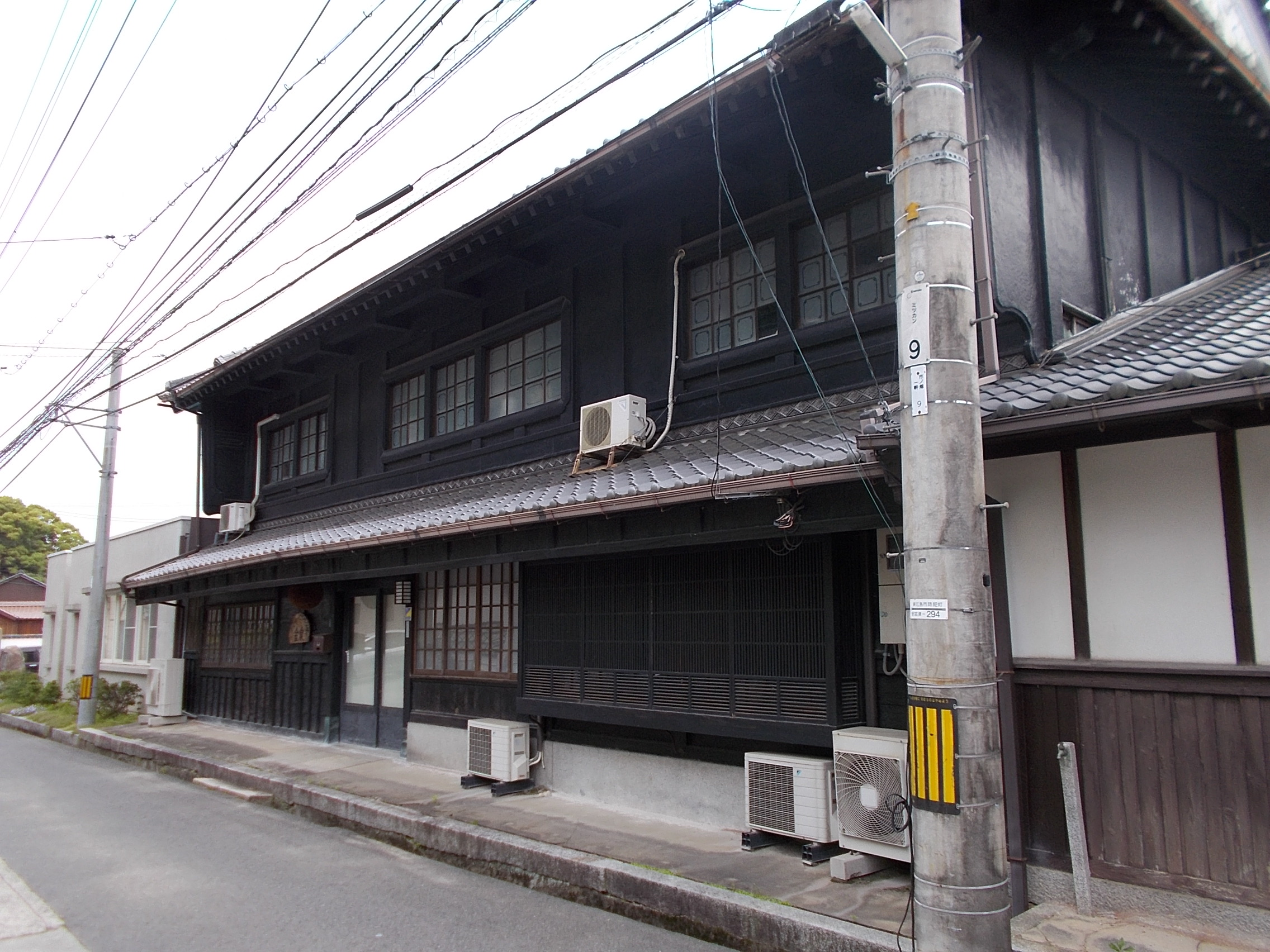
旧堀本酒造 主屋は現存し現・デイサービスセンター金泉
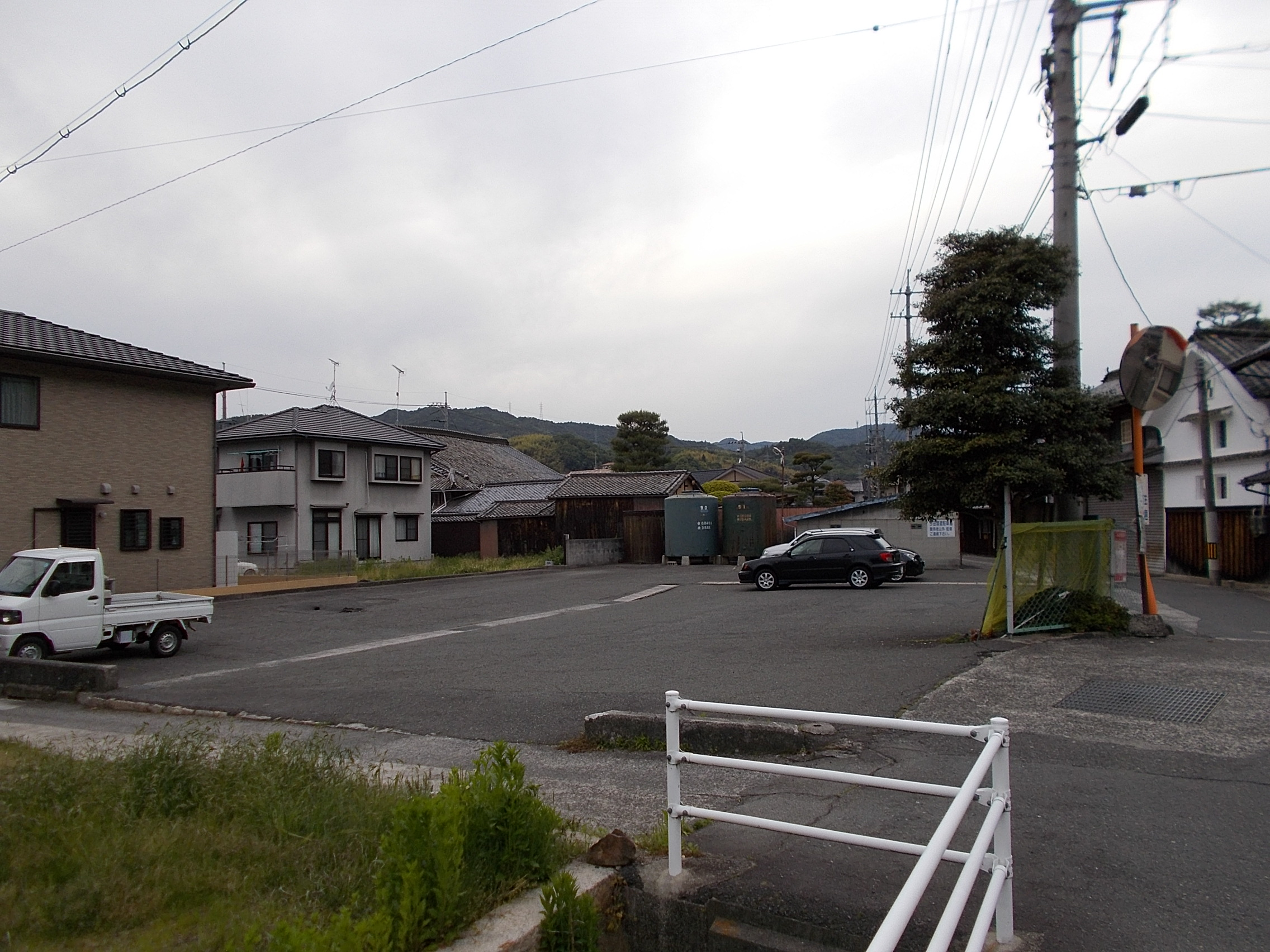
荒谷酒造場跡 現在は今田酒造本店の駐車場
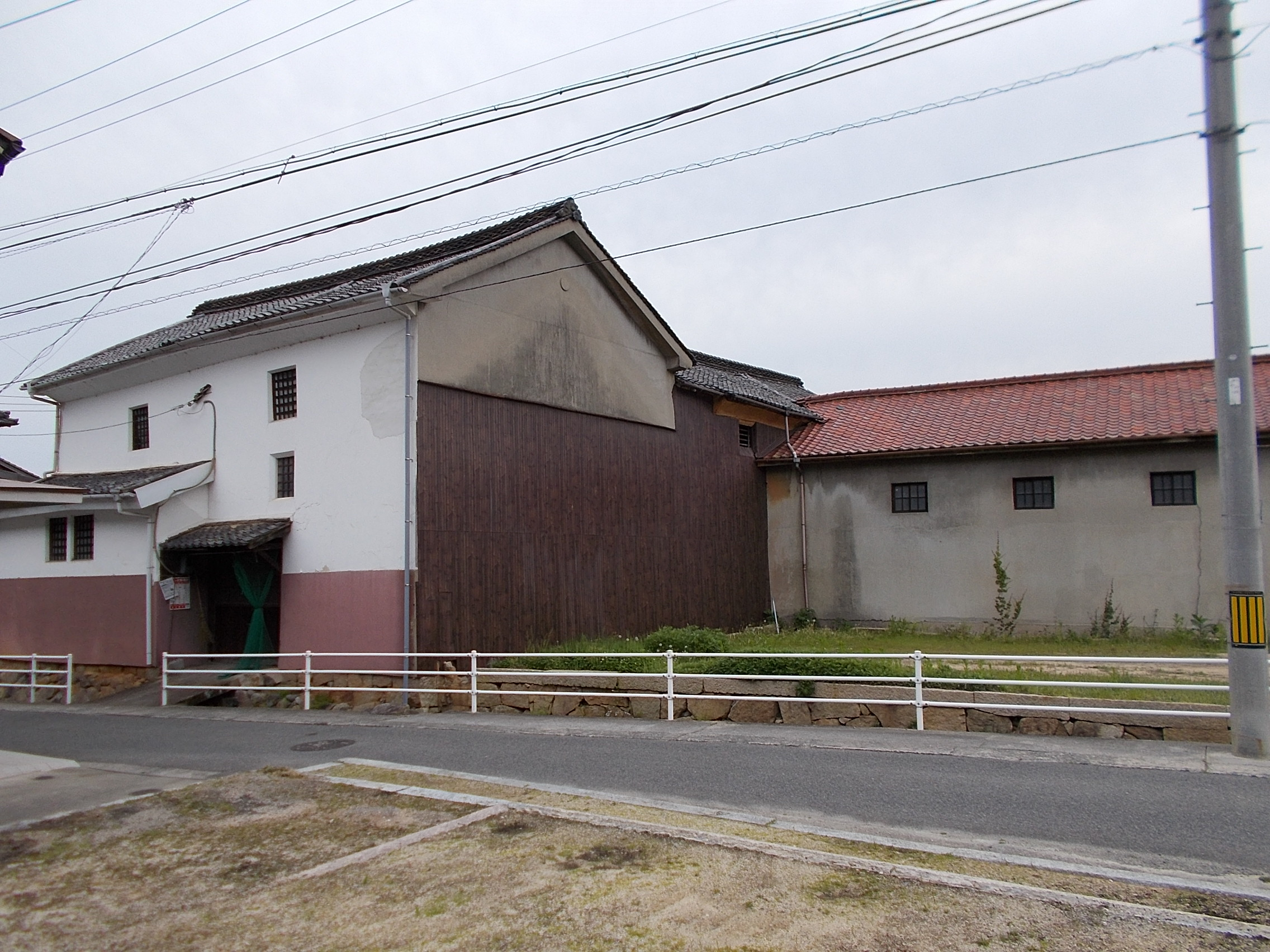
原田實二酒造場の跡地を引き継いだ酒類問屋、柄商店の倉庫 かつては「つちや」銘柄の酒を販売していた[75]。
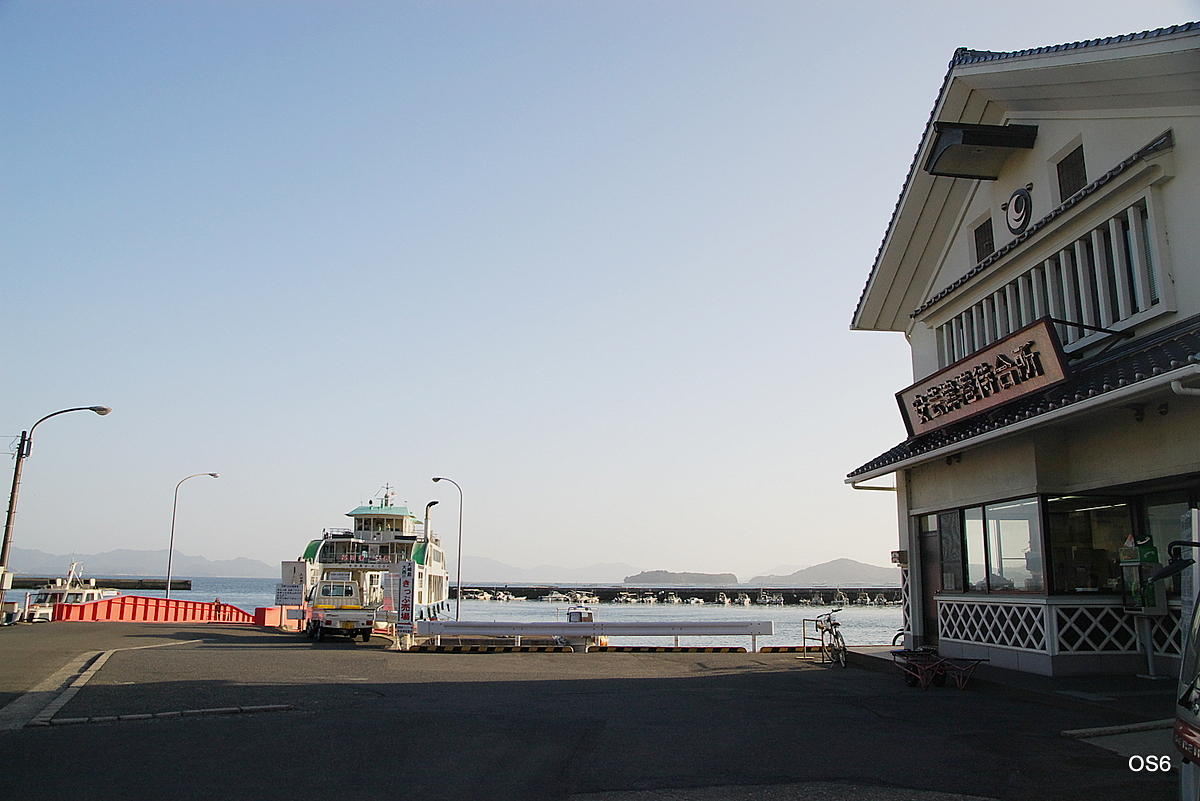
安芸津港。待合所は蔵を模して造られている。
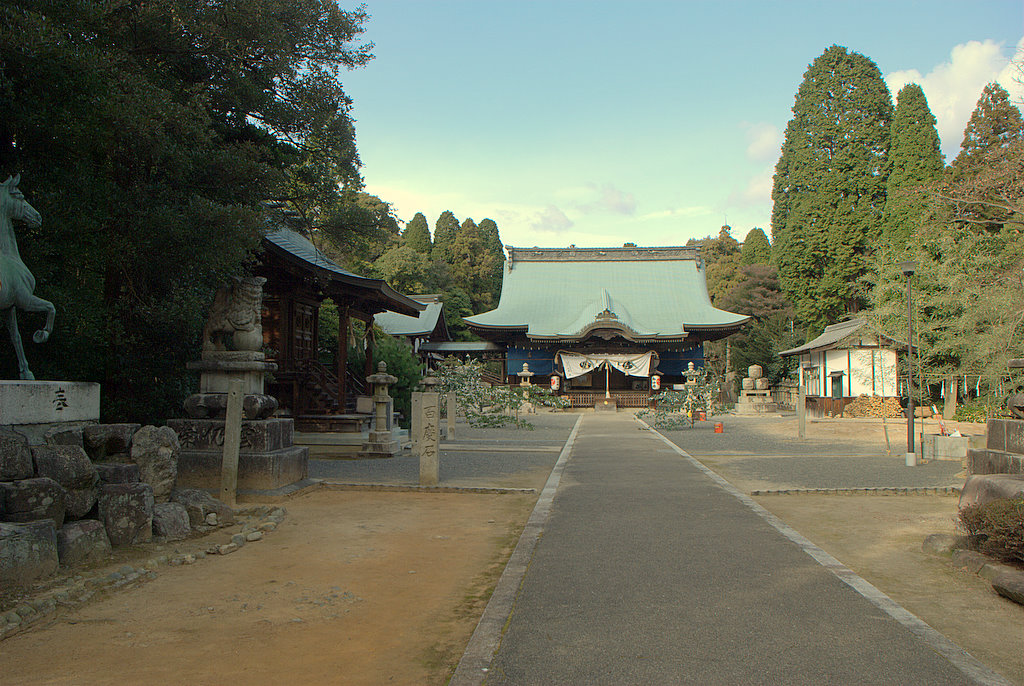
榊山八幡神社境内。写真右側に三浦仙三郎像がある。正面の拝殿の右奥に松尾神社がある。

### その他
杜氏鍋
酒粕をベースに味噌仕立てで仕上げた鍋で、野菜や安芸津名産の広島カキなどが入る。杜氏のまかない飯だった鍋で美酒鍋の安芸津版。
文学
- 『蓮如伝説殺人事件』2009年発売木谷恭介の宮之原昌幸シリーズ。安芸津が舞台であり、酒に関する描写もある。
- 『恋のしずく』2018年公開の西条酒にまつわる映画。安芸津でもロケが行われている。
- 『吟ずる者たち』2021年公開の三浦仙三郎にまつわる映画。

## 参考資料
- 広島財務局鑑定部「中國六縣酒造變遷發達の状況 (其二)」『日本釀造協會雜誌 Vol.39』、日本釀造学会、1944年、164-186頁、2023年6月13日閲覧。
- 坂井正治「広島杜氏」『日本醸造協会誌』第61巻第8号、日本醸造協会、1966年、696-702頁、2023年6月13日閲覧。
- 池田明子「和製漢語「吟醸」の歴史から」『日本醸造協会誌』第98巻第12号、日本醸造協会、2003年、850-858頁、2023年6月13日閲覧。
- 落合功「広島の酒と三浦仙三郎」『修道商学』第41巻第2号、広島修道大学、2001年、1-17頁、ISSN 03875083、NAID 110004532307、2023年6月13日閲覧。
- 『西条酒造一班』日本醸造協会中国支部、1920年。2023年6月13日閲覧。
- “竹原市の維持及び向上すべき歴史的風致 第2章” (PDF).   竹原市. pp. 61-64. 2023年6月13日閲覧。
- 山口昭三「醸造建築の調査研究 : 広島県の酒造場 その1(歴史)」『近畿大学九州工学部研究報告. 理工学編』第21巻、近畿大学九州工学部、1992年12月、47-57頁、2018年5月19日閲覧。
- 佐々木健、佐々木慧「広島発の秀逸バイオ技術，軟水醸造法の水質化学的および微生物学的要点」『広島国際学院大学研究報告』第49巻、広島国際学院大学、2016年12月、23-35頁、2018年5月19日閲覧。